# Яник, Игорь
Игорь Яник (пол. Igor Janik; род. 18 января 1983, Гдыня, Гданьское воеводство) — польский легкоатлет, специалист по метанию копья. Выступал на профессиональном уровне в 2001—2013 годах, победитель Всемирной Универсиады, чемпион мира среди юниоров, чемпион Европы среди молодёжи, четырёхкратный чемпион Польши, участник двух летних Олимпийских игр.

## Биография
Игорь Яник родился 18 января 1983 года в городе Гдыня, Польша.
Впервые заявил о себе на международном уровне в сезоне 2001 года, когда вошёл в состав польской сборной и выступил на юниорском европейском первенстве в Гроссето, где в зачёте метания копья стал шестым.
В 2002 году в той же дисциплине одержал победу на юниорском мировом первенстве в Кингстоне.
В 2003 году выиграл серебряную медаль на молодёжном европейском первенстве в Быдгоще, превзошёл всех соперников на Всемирной Универсиаде в Тэгу.
В 2005 году был лучшим на молодёжном европейском первенстве в Эрфурте, занял пятое место на Всемирной Универсиаде в Измире.
В 2006 году победил на Кубке Европы по зимним метаниям в Тель-Авиве, стал третьим на Кубке Европы в Малаге.
В 2007 году показал третий результат на Кубке Европы в Мюнхене, второй результат на Всемирной Универсиаде в Бангкоке, седьмой результат на чемпионате мира в Осаке.
В 2008 году занял третье место на Кубке Европы в Анси. Благодаря череде успешных выступлений удостоился права защищать честь страны на летних Олимпийских играх в Пекине — на предварительном квалификационном этапе метнул копьё на 77,63 метра, чего оказалось недостаточно для выхода в финал. Также в этом сезоне на домашних соревнованиях в Устке установил свой личный рекорд в метании копья — 84,76 метра.
В 2009 году занял третье место на командном чемпионате Европы в Лейрии, четвёртое место на Всемирной Универсиаде в Белграде, выступил на чемпионате мира в Берлине.
В 2011 году взял бронзу на Всемирной Универсиаде в Шэньчжэне, метал копьё на чемпионате мира в Тэгу.
После победы на чемпионате Польши в Бельско-Бяле в 2012 году стал шестым на чемпионате Европы в Хельсинки и принял участие в Олимпийских играх в Лондоне — с результатом 78,90 в финал не вышел.
Завершил спортивную карьеру по окончании сезона 2013 года.